# Joe Haldeman

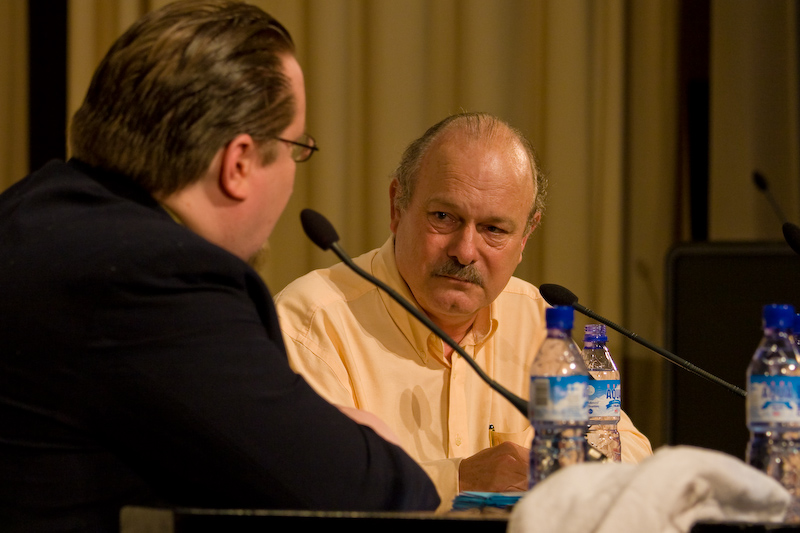
Joe Haldeman 2007

Joe Haldeman, född 9 juni 1943 i Oklahoma City i Oklahoma, är en  amerikansk science fiction-författare.
Han har tagit examen i astronomi och undervisar vid MIT. Han deltog i Vietnamkriget där han blev sårad. 
Hans mest kända roman The Forever War har inspirerats av hans upplevelser under vietnamkriget och belönades 1975 med Nebulapriset. År 2008 tillkännagav regissören Ridley Scott sina avsikter att filmatisera berättelsen.
1990 fick Joe Haldeman Nebulapriset för kortromanen The Hemingway Hoax, 1993 för novellen Graves och 1998 för romanen Forever Peace.